# Лісерас
Лісерас (ісп. Liceras) — муніципалітет в Іспанії, у складі автономної спільноти Кастилія-і-Леон, у провінції Сорія. Населення — 58 осіб (2010).
Муніципалітет розташований на відстані близько 110 км на північ від Мадрида, 80 км на південний захід від Сорії.

## Демографія
Динаміка населення (INE ):

## Галерея зображень

Розташування муніципалітету Лісерас